# El superveloz Buggy Buggy
El Superveloz Buggy Buggy (Speed Buggy en el original en inglés), es una Serie de televisión de dibujos animados producida por Hanna-Barbera Productions, y emitida por la cadena CBS.
Constaba de una sola temporada de 16 episodios, cada uno de 20 minutos de duración aproximadamente, los cuales fueron originalmente emitidos desde el 8
de septiembre de 1973, y retransmitidos luego por este mismo canal, para finalmente concluir el 30 de agosto del año 1975. La serie sería luego retransmitida por distintos canales en años sucesivos, siendo finalmente exhibida por la cadena Cartoon Network todo el mundo. A partir del día sábado 6 de marzo
del año 2004, la serie pudo ser vista en toda Latinoamérica por el canal Boomerang de Cartoon Network, en el horario de las 12:00-2:00 de la tarde, con repeticiones a la noche y la mañana. La serie se mantuvo al aire en distintos horarios por este mismo canal, que la transmitió por última vez en el año 2006 en las madrugadas durante su bloque de clásicos.

## Argumento
Similar en formato a la exitosa serie de Hanna-Barbera de 1969: ¿Scooby-Doo dónde estás?, la serie nos cuenta las aventuras de un automóvil antropomórfico parlante llamado Buggy Buggy, y tres adolescentes que son sus amigos. Este auto increíble fue diseñado y construido por el mecánico Tuerquitas (Tinker en la versión original), asistido por sus amigos Marco y Silvia, historia que es presentada en la secuencia inicial de cada capítulo. Juntos, se transportan a bordo del Buggy alrededor de los Estados Unidos, regiones del Medio Oriente, Europa, y por todo el mundo, viajando a estos lugares para participar en competencias y carreras automovilísticas en las que el Buggy Buggy era muy famoso y conocido. Sin embargo, a cada lugar al que llegaban, se presentaba un determinado problema (un robo, una invasión o algún crimen semejante) ocasionados por algún supervillano que atacaba el lugar. Entonces la curiosidad impulsaba a los chicos a resolver el misterio, junto con su auto, el Buggy Buggy, quien con sus muchas utilidades a veces conseguía salvarlos de los problemas.

## Personajes
- El Buggy veloz (voz hecha por Mel Blanc): El protagonista de la serie, un automóvil parlante, de carácter alegre y a veces cobarde. Posee algunas herramientas y armas ocultas, las cuales usa solo en momentos de peligro. Pese a tener mente propia, el Buggy Buggy podía ser manejado a distancia mediante un pequeño control remoto (que también era un sistema de comunicación), que fue inventado por Tuerquitas cuando el auto fue construido. Mediante este control, se le puede dar órdenes al auto y este las obedece, de ahí que sus enemigos constantemente intenten apoderarse del control o duplicarlo para poder manipular a Buggy Buggy. Sin embargo, este dispositivo es raras veces utilizado por sus amigos y por Tuerquitas, el mejor amigo, conductor y mecánico del buggy. Es interpretado por Jorge Arvizu, en la versión en español doblada en México.
- Tuerquitas (Tinker en la versión original): El constructor y mecánico de Buggy Buggy. La mayoría de veces conduce el Buggy (especialmente durante las carreras), y conoce todas sus armas y utilidades. Este personaje comparte muchas características y parecido con el personaje de Shaggy (de la serie de Scooby-Doo), ya que también es algo asustadizo y nervioso a la hora de resolver los misterios. Cada vez que veía algo emocionante o descubría algo, exclamaba: "¡Mofles!", y otros términos similares. Fue interpretado por Phil Luther, Jr. en la versión en inglés.
- Marco (Mark en la versión original): Es el líder de la banda, y el encargado de promocionar y reservar carreras para que compita el Buggy Buggy. Marco es en muchos aspectos contrario a Tuerquitas: serio, responsable y además su físico es de un muchacho fuerte y musculoso, mientras que Tuerquitas es delgado y algo desgarbado. Este personaje comparte características similares con Freddie (de la serie de Scooby-Doo), debido a que, al igual que este, es un muchacho de vestimenta formal, apuesto, entre otras similitudes. Fue interpretado por Michael Bell en la versión en inglés.
- Silvia (llamada Debbie en la versión original): Es el miembro femenino del equipo, una bella chica de carácter amable y alegre. Le tenía mucho cariño a Buggy Buggy, tanto que después de que este ganaba una carrera o realizaba alguna hazaña heroica, le recompensaba con un beso. Siendo la chica hermosa del grupo, el personaje de Silvia comparte también características similares con Daphne (de la serie de Scooby-Doo), solo que Silvia es un poco más cariñosa e inteligente. Fue interpretada por la actriz Arlene Golonka en la versión en inglés.

## Producción
El Superveloz Buggy Buggy fue uno de los muchos programas con los que la productora Hanna-Barbera intentó repetir el éxito de su serie ¿Scooby-Doo dónde estás?. La idea de un auto viviente surgió y se inspiró a raíz del personaje ficticio de Disney Herbie, The Love Bug (o El Cupido motorizado) (1968), quien era un Volkswagen Escarabajo.
La serie tuvo un estreno muy exitoso en el año 1973, lo cual provocó que fuera transmitida por tres cadenas mayores. Primero se transmitió por CBS hasta 1975, luego fue retransmitida por ABC desde enero de 1976, y posteriormente por NBC, desde el 27 de noviembre de 1976 hasta el 3 de septiembre de 1977. Luego fue tomada por el canal USA Network, que la transmitió durante toda la década de 1980.

## Episodios
A continuación se listan los 16 capítulos de la serie, con sus nombres originales en inglés y un breve resumen de cada uno de ellos:
1. Speed Buggy Went That-A-Way: Camino a la pista de carreras de Riverside, la banda gira para visitar a la tía de Silvia, una ganadera llamada Belle. Allí se enfrentarán con el villano Beefinger y sus secuaces, quienes desean robar todo su rebaño. El Buggy veloz y los muchachos tendrán que rescatar el ganado y tratar de llevarlo al mercado mientras los cuatreros tratan de detenerlos en sus camiones.
2. Speed Buggy's Daring Escapade: El doctor Kluge está molesto con su último invento (un robot que tiene alergias!) Y tiene una idea para apoderarse del Buggy veloz y así aprender sus secretos. Para ello hace que su asistente Klinker dé tanto dinero como pueda para comprarle a la banda el auto, pero los chicos valoran su amistad por encima del dinero. Posteriormente, el doctor Kluge hace que Klinker secuestre al Buggy tarde por la noche mientras la banda está durmiendo. ¿Serán capaces de encontrarlo a tiempo antes de que Kluge pueda hacerlo estallar?
3. Taggert's Trophy: El Buggy veloz participa en su más reciente carrera, cuando un misterioso globo aerostático motorizado comienza a dirigirlo a él y a los otros coches con un rayo de control de movimiento que les hace descomponerse. La pandilla sigue al globo y su pista los conduce hacia un hombre conocido como "El Jefe,, que resulta ser alguien conocido. ¿Lograrán el Buggy y sus amigos detenerlo y poner su rayo fuera de servicio?
4. Speed Buggy Falls in Love: El Buggy y la pandilla son invitados a competir en Bulgonia. El Barón Vulch implanta un sofisticado micrófono oculto en el maletero para evitar ser descubierto al volar sobre el lugar. Vulch crea luego a Mata Cari, una automóvil femenina de quien Buggy Buggy se enamora. Pero ella es realmente un auto señuelo, operado por Pygmo el asistente de Vulch, quien lo engaña para que vaya a su castillo para recuperar el micrófono oculto. ¿La banda podrá rescatar al Buggy veloz de las garras de los villanos antes de que la gran carrera empiece?
5. Kingzilla: Volando sobre la Cordillera de los Andes camino hacia el Rally de Pan-American Road, la pandilla tiene problemas con su aeroplano viéndose forzados a aterrizar. Terminan en un valle habitado por gorilas gigantes, incluyendo a Kingzilla, quien le toma cariño a Buggy Buggy. Los chicos conocen al profesor Grovac y su asistente Karl, que los usan para capturar al gran gorila con la esperanza de dominarlo a él y a los otros gorilas para formar un ejército personal en un intento por conquistar las naciones del mundo. ¿Podrán el Buggy y la banda frustrar sus malvados planes?
6. Professor Snow and Madam Ice: La pandilla se encuentra con el diabólico profesor Nieve y Madame hielo, que se interesan en el Buggy Buggy. Ellos tratan de manipular a Tuerquitas para perfeccionar sus congeMóbiles con tecnología de control remoto con la esperanza de conquistar el mundo congelándolo en un bloque de hielo.
7. Out of Sight: En Egipto, la pandilla acude en ayuda del profesor Rigby, que está huyendo de su maligno colega, el profesor Rishna. Les dice que cuando los dos descubrían una antigua tumba, hallaron una fórmula para una poción de invisibilidad. Rishna la robó y ahora la usa para su propio beneficio con la esperanza de robar varios tesoros y gobernar el mundo. Pero él se entera de que Rigby creó un antídoto para la poción. Rishna y su asistente Abdul, quieren detenerlos para que no la usen y les frustren sus planes. Después de secuestrar a Marco y Silvia, Tuerquitas y el Buggy veloz intentan salvarlos, y así toda la banda termina envuelta en un pequeño juego de "Ahora los veo, ahora no" al ser expuestos a la poción de invisibilidad.
8. Gold Fever:
9. Island of the Giant Plants
10. Soundmaster
11. The Ringmaster
12. The Incredible Changing Man
13. Secret Safari
14. Oils Well That Ends Well
15. The Hidden Valley of Amazonia
16. Captain Schemo and the Underwater City

## Otras apariciones
- El Superveloz Buggy Buggy, Marco, Silvia y Tuerquitas aparecieron como estrellas invitadas el 29 de septiembre de 1973 en un episodio de la serie Las nuevas películas de Scooby-Doo llamado "El misterioso viento de Winona"; en el que se reunieron con la banda de "Misterio a la orden" y trataron de descubrir la causa de un extraño viento que asotaba el pueblo de Winona cada media noche. Nótese que, en este episodio, la piel de Marco (quien era un nativo americano) es mostrada de un color más oscuro.
- En el año 1975, Charlton Comics publicó una serie de nueve ediciones del Superveloz Buggy Buggy, en formato de libros de historietas.
- En 1977, el Superveloz Buggy Buggy y Tuerquitas compitieron en Las olimpiadas de la risa, como parte del equipo de los "Super de Scooby-Doo". Aquí, su voz la interpretaba el reconocido actor Frank Welker.
- El Superveloz Buggy Buggy apareció en un flashback en tono de broma en la serie Stroker y Hoop en el cual ellos recuerdan haber atrapado a un criminal llamado Beeffinger.
- En 1997, El Superveloz Buggy Buggy aparece al final de un episodio de Johnny Bravo llamado "Bravo Dooby Doo", en el que Johnny Bravo conoce a Scooby-Doo y a la banda de Misterio a la Orden. Su voz la interpretó nuevamente Frank Welker.
- En el año 2000, El Buggy Veloz y sus amigos aparecen como estrellas invitadas en la serie para adultos Harvey Birdman, abogado, llamado "Persecución a alta velocidad", en el cual el Buggy fue demandado por salirse de control. En esta ocasión, el Buggy fue interpretado por Maurice LaMarche, Tuerquitas fue interpretado por Chris Edgerly y Silvia por Nika Futterman.
- En el 2010, El Buggy Veloz y sus amigos aparecen como un grupo de detectives invitados en un episodio de Scooby-Doo! Mystery Incorporated

## Créditos de producción
- Producción y dirección: William Hanna y Joseph Barbera.
- Dirección: Charles A. Nichols
- Productor creativo: Iwao Takamoto
- Productor asociado: Art Scott.
- Dirección de trama: John Ahern, Phil Babbit, Larz Bourne, Steve Clark, Jean Franklin, George Gordon, Jan Green, Clark Haas, Herb Johnson, Dan Mills.
- Diseño de producción: Bob Singer.
- Supervisor de Producción: Victor O. Schipek.
- Títulos: Iraj Paran.
- Director musical: Hoyt Curtin
- Supervisor musical: Paul DeKorte.
- Diseño de personajes: Jerry Eisenberg.
- Animación: Bill Keil, Ed Barge, Oliver Callahan, Lars Calonius, Harry Holt, George Kreisl, Rae McSpadden, Margaret Nichols, Ed Parks, Don Patterson, Dick Thompson, Xenia
- Pintura de fondo: F. Montealegre, Eric Semones.
- Fondos: Robert Caples, Dennis Durrell, Venetia Epler.
- Supervisor técnico: Frank Paiker.
- Tinta y pintura: Billie Kerns.
- Xerografía: Robert "Tiger" West
- Dirección de sonido: Richard Olson, Bill Getty.
- Supervisor de montaje: Larry Cowan.
- Editores de música: Joe Sandusky.
- Editores de efectos: Clifford Kohlweck, Earl Bennett.
- Consultor de negativos: William E. DeBoer.
- Supervisor de posproducción: Joed Eaton.
- Cámara: Tom Barnes, Ron Jackson, Ralph Migliori, Roy Wade.
- Una producción de Hanna-Barbera: © 1973 Hanna-Barbera Productions, Inc.